# I Said I Love You First
I Said I Love You First es el primer álbum de estudio colaborativo de la cantante estadounidense Selena Gomez y el productor discográfico estadounidense Benny Blanco, que además de una relación profesional comparten una relación personal, estando comprometidos durante la grabación del disco. Este es el cuarto álbum de estudio de Gómez como solista, el séptimo si contamos sus proyectos en la banda Selena Gomez & the Scene, y el segundo de Blanco.  Fue lanzado el 21 de marzo de 2025 a través de SMG Music LLC, sello personal de Gomez, Friends Keep Secrets, sello personal de Blanco, e Interscope Records, la discográfica matriz de ambos sellos, mientras que Universal Music Group se encargaría de la distribución internacional, junto a Polydor Records, encargada de la distribución en Europa. El disco ha sido lanzado en edición digital y streaming, así como en CD y en Vinilo, contando con varias versiones especiales. 
El disco original cuenta con 14 canciones, de las cuales 2 son son interludios, y cuenta con las apariciones especiales de Gracie Abrams, Tainy, J Balvin, María Zardoya de The Marías y GloRilla, así como Charli XCX. El 2 de mayo de 2025 se lanzó una reedición llamada "I Said I Love You First... and You Said It Back", que eleva el total de canciones a 22, y suma una colaboración no acreditada con el grupo Cigarettes After Sex, así como varias remezclas y versiones acústicas. 
El álbum se centra a nivel conceptual en la vida de ambos artistas, tanto antes de empezar a mantener una relación, como su vida de pareja, siendo una muestra del "pasado, presente y futuro" de sus vidas, de acuerdo con Blanco.  A lo largo del disco se tocan los temas de la aceptación, las relaciones tóxicas, el crecimiento personal, la construcción de relaciones sanas, la amistad y el amor. El género principal del disco es el Pop, con incursiones en el Bedroom pop, Pop rock, Indie pop, así como tiene momentos Dance y de electrónica, R&b e incluso Country pop. 
Para promocionar el álbum la canción «Scared Of Loving You» fue lanzado como sencillo promocional la mañana posterior al anuncio del disco, y «Call Me When You Break Up», junto a Gracie Abrams como sencillo principal del disco, el 20 de febrero de 2025, obteniendo un éxito moderado alrededor del mundo. Otras canciones han recibido promoción radial en diferentes países, como «Ojos Tristes» en las radios latinas de Estados Unidos, o «Bluest Flame» en Reino Unido o Australia. 
En el apartado crítico, el disco recibió calificaciones principalmente favorables, y cuenta con una puntuación de 66 en el portal de Metacritic.  A nivel comercial el disco debutó en el número 2 en Estados Unidos, con el mejor estreno en ventas para ambos artistas hasta la fecha, y ha conseguido posicionarse en los diez primeros puestos en las listas de ventas de 15 países a lo largo del mundo. 

## Antecedentes
La primera vez que Gomez y Blanco colaboraron fue en 2014 durante las grabaciones del disco de Gomez, Revival (2015), siendo acreditado en la producción de dos de los sencillos, «Same Old Love» y «Kill Em with Kindness». Ambos comparten que durante estos años mantuvieron la amistad, aunque nada especialmente profundo. Posteriormente, en 2019 Blanco publicó el sencillo «I Can't Get Enough» donde colaboran Gomez, J Balvin y Tainy, y para el que grabaron un videoclip juntos, en el que se podía ver que seguían manteniendo una relación profesional y de amistad. 
Gomez y Blanco empezaron a forjar un interés romántico durante la grabación de la canción de Gomez, «Single Soon», lanzada en 2023, en la que Blanco es coproductor, y cuyo tema principal es, irónicamente, la celebración de la soltería. Sería en diciembre de 2023 cuando la pareja oficializaría su relación, que decidieron mantener en secreto durante un periodo de tiempo para intentar evitar las presiones de la prensa mientras se conocían en profundidad. Posteriormente, en diciembre de 2024, tras alrededor de un año y medio de noviazgo, Blanco pidió matrimonio a Gomez en un set de rodaje, imitando una de sus primeras citas en Central Park, y Gomez aceptó la proposición.
En relación con Gomez, la discusión sobre el lanzamiento de un nuevo proyecto en inglés tras «Rare» (2020), empezó poco después del lanzamiento de aquel, cuando en una entrevista comentó que se había sentido muy inspirada por el disco «Folklore» de su amiga Taylor Swift, y que había estado componiendo canciones "oscuras" que potencialmente incluiría en un futuro disco. Sorpresivamente en enero de 2021 anunció su primer EP en Español, «Revelación», aunque durante la promoción del EP alegó varias veces que un proyecto musical en inglés seguía en marcha.   En agosto de ese mismo año compartió un video en la red social Tik Tok en la que se la puede ver en un estudio de grabación, volviendo a reactivar los rumores de que un nuevo disco de la cantante estaba al caer.  Unos meses después volvía a compartir un video en la red social prometiendo que "estaba creando su mejor disco hasta la fecha".  A finales de año se publicaría «Let Somebody Go» incluida dentro del álbum «Music of the Spheres» de Coldplay.  A lo largo de 2022 la especulación de su próximo lanzamiento fue constante, hasta que en agosto Gomez anunció su colaboración con Rema en el Remix de «Calm Down», aunque nada se dijo un potencial disco.
En noviembre de 2022 en el estreno del documental «My Mind & Me», Gomez volvería a hablar del lanzamiento de un disco, "esperando que se lanzará el año siguiente".  A partir de febrero de 2023 Gomez empezó a desvelar más claramente detalles de lo que sería su siguiente disco, hablando de un disco de pop para disfrutar y llegó a confirmar que entre los planes de 2023 estaba la publicación del proyecto.  En agosto los rumores de un nuevo sencillo de Gomez se hacían más fuertes, hasta que finalmente se anunció oficialmente «Single Soon», aunque en su anuncio Gomez afirmó que al disco aún le faltaba un tiempo por venir.  A finales de año concedió varias entrevistas donde alegaba que quizá este nuevo disco iba a ser el último disco que lanzase, y cómo ya hizo en 2022, confirmó a Vogue que el nuevo disco se lanzaría en 2024.  Sin embargo, tras el lanzamiento a principios de año de «Love On», que no cumplió las expectativas comerciales, en una entrevista para Rolling Stone Gomez dejó en el aire el lanzamiento de un nuevo proyecto en 2024. En la segunda mitad del año Gomez se centró en la promoción de su película Emilia Pérez, y cuando en diversas ruedas de prensa le preguntaron por su nueva música esta comentó que consideraba que su tiempo como "Estrella del Pop" probablemente ya había pasado y no iba a regresar, alegando que por un tiempo no esperasen nueva música de su parte, pese a lo que había comentado previamente. 
 

En una entrevista realizada para Spotify, “Cuenta Atrás para I Said I Love You First”, en la que ambos artistas mantienen una conversación sobre el proceso de grabación del disco, compartieron alguna información muy importante. Así, Benny cuenta que un día mientras iban en el coche, Gomez le presentó un demo de una canción, y que de la nada una lágrima cayó de la cara de Gomez, y cuando Blanco le preguntó Gomez el por qué, ella dijo:
“No sé si podré hacer nueva música nunca más, siento que he dicho y he hecho todo lo que quería hacer” 

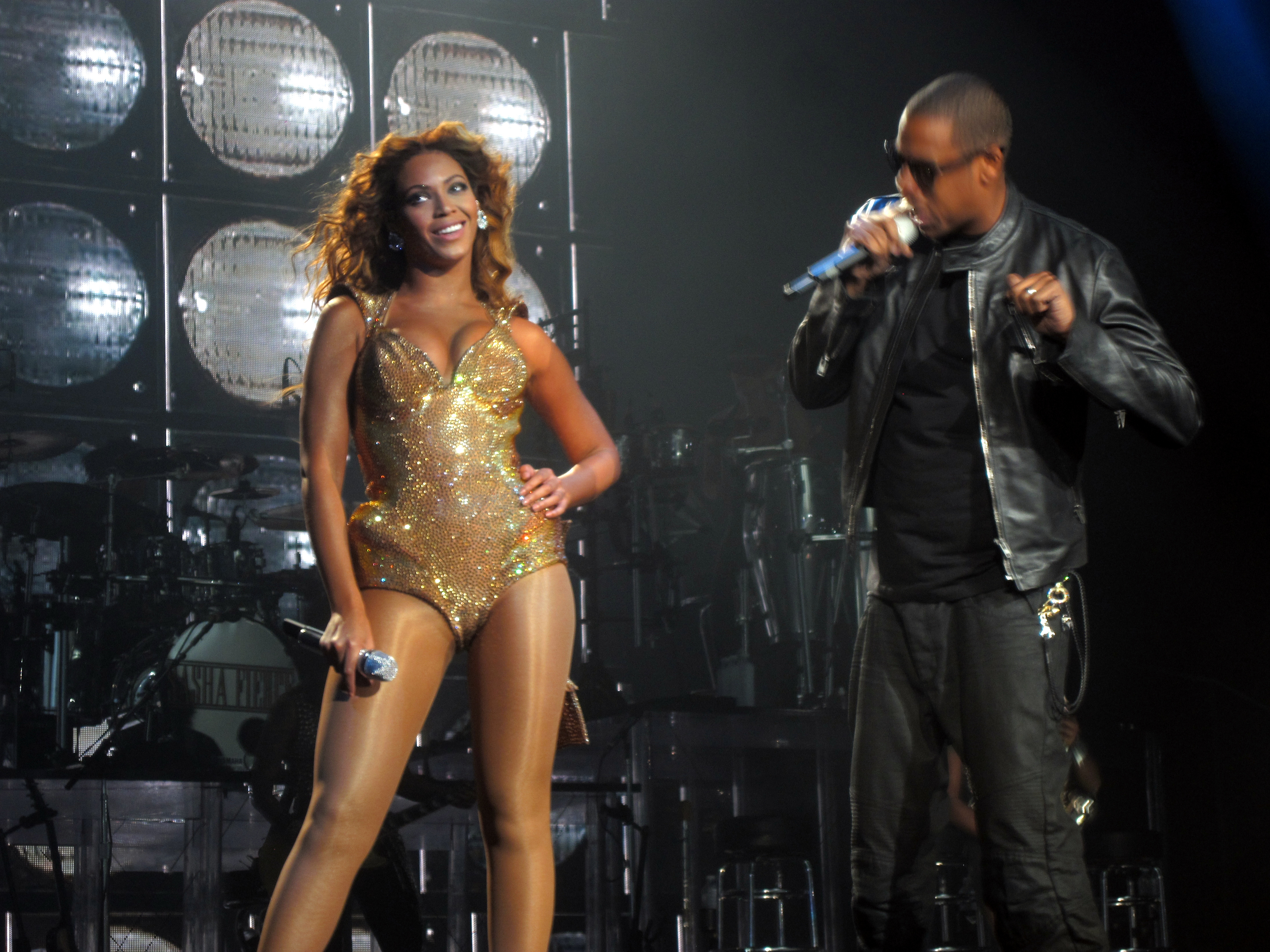
Beyoncé y Jay-Z inspiraron a Blanco para crear el disco

La idea de crear un álbum colaborativo llegó a Benny tras escuchar «Bonnie & Clyde», canción de los artistas Beyonce y Jay-Z, que contrajeron matrimonio en 2008 y lanzaron un disco colaborativo, «Everything Is Love».  Aunque Gomez dudó, en parte por cómo la grabación de un disco podría afectar su relación, finalmente aceptó realizar este álbum, y ambos comentan que el proceso creativo simplemente fluyó naturalmente, y que cómo tal no había una intención clara de terminar haciendo un disco, sino que Blanco pensó que sería buena idea para Gomez, que cómo comentó, estaba viviendo un claro bloqueo respecto a su camino musical, para ayudarla probando cosas nuevas.  También cuenta Gomez que Blanco la inspiró en este proceso y que le dio la recomendación de no dejar nunca su lado emocional en lo relativo a la música, pues considera que es una parte en la que realmente Gomez sabe moverse muy bien y demostrar su vulnerabilidad, como ha venido haciendo en canciones como «The Heart Wants What It Wants».

## Composición y lanzamiento

### Proceso de Grabación
En la entrevista “Cuenta Atrás para I Said I Love You First”, confirmaron que el disco fue grabado casi por completo en la casa de Benny Blanco. Ambos afirman que esto facilitó bastante el proceso de grabación, pues les permitía realizar el proyecto por partes, compaginándolo con el resto de proyectos de ambos. Además, cuando alguno de los dos tenía una sugerencia, el otro estaba en la habitación de al lado, lo cual agilizó el proceso de grabación. Así, afirman que es el periodo más corto de grabación que han necesitado para crear un álbum, lo cual tomo un periodo de 3 meses, de acuerdo con Gomez.  De entre todas las canciones, Gomez comentó que «Ojos Tristes» fue la que más tiempo tomó en terminarse, pues querían que fuese perfecta y hubo mucho trabajo para revivir el clásico y compenetrar las voces de Gomez con las de Zardoya, vocalista de The Marías. 

Sin embargo, esto también supuso un reto en ciertas cuestiones. De esta forma, Gomez comentó:
“Siendo sincera, no estaba del todo cómoda con que Benny estuviera junto a mi en el momento de grabar las voces. Esto comenzó a cambiar hacia al final de las grabaciones”. 
Sin embargo, ambos afirman que hay una especial vulnerabilidad que nunca habían experimentado.  Esto también permitió que ambos empezaran a ver la grabación del disco como un "espacio seguro" en el que podían compartir historias entre ellos que quizá si no se hubiera dado la grabación del disco, nunca hubiera compartido, o no hubieran profundizado de la forma en la que hicieron. A la vez, Gomez comentó para la revista Interview Magazine que trabajar con Benny como productor la ayudó, pues alega que a veces le es complicado expresar lo que opina realmente, y de esta manera no solo se sintió segura para decirlo, sino que también sintió que la escuchaban. 

### Lanzamiento
El anuncio oficial del disco se hizo simultáneamente al anuncio del primer adelanto, la canción Scared Of Loving You, el 13 de febrero, publicándose oficialmente la canción al día siguiente, 14 de febrero, fecha en la que se celebra San Valentín, que celebra el amor de las parejas. La semana siguiente, el 20 de febrero, se publicaría el "sencillo principal", Call Me When You Break Up, junto a la cantante Gracie Abrams, que sería enviada directamente a las radios internacionalmente. Finalmente, el 4 de marzo de 2025 hicieron pública la lista de canciones del disco, generando expectación sobre las rumoreadas colaboraciones que se podían esperar, pues estas no se mencionaban en la publicación oficial. 
El tercer adelanto sería el "sencillo promocional", Sunset Blvd, publicado junto a su videoclip oficial el 14 de marzo. El 21 de marzo se publicaría oficialmente el álbum, siendo Younger & Hotter Than Me la canción elegida para promocional el lanzamiento, siendo el segundo sencillo oficial. Durante la semana del lanzamiento se habilitó la compra de diversas versiones del álbum:
|         | A través de la tienda oficial y distribuidores                                                                                                | Exclusivas de Distribuidores                                                                  |
| ------- | --- | --------------------------------------------------------------------------------------------- |
| CD      | Standard, CD Zine (Libreto), Rare Beauty Box Set, Edición Firmada                                                                             |                                                                                               |
| Vinilo  | Standard, Peach (Melocotón), Candy Cane Red, Edición Firmada                                                                                  | Spotify: Rose Garden / Target: Merlot (Uva) / Urban Outffiters: Naranja / Complex: Clearwater |
| Digital | Standard + Discontinuadas el 24 de marzo: Stained, Talk, Seven Heavens, Slowed Reverb, Narrated, Instrumental,CMWYBU, HDIFTBF Live, SOLY Live |                                                                                               |

Más tarde, el 2 de mayo fue publicada la versión especial "I Said I Love You First... And You Said It Back", únicamente disponible a través de las plataformas de streaming y de adquisición digital.  Actualmente sólo se comercializa esta edición en físico en Japón.
Posteriormente, varias canciones han recibido lanzamiento oficial como sencillos radiales en algunas partes del mundo gracias a su buen rendimiento local en las plataformas. Así, Ojos Tristes fue lanzado como sencillo en Estados Unidos a finales del mes de marzo a través de las radios de música latina.   Por su parte, Bluest Flame, ha sido lanzado como sencillo en Reino Unido,  y en otros países de la esfera anglosajona como Australia.  A su vez, Sunset Blvd se empezó a promocional en las radios italianas a partir de 1 de agosto de 2025.  
Dos meses después del anuncio del compromiso entre Benny Blanco y Selena Gomez, se reveló que trabajaron en un álbum de estudio colaborativo, escribiendo en una publicación de Instagram: "mi NUEVO álbum I Said I Love You First con mi mejor amigo @itsbennyblanco, saldrá el 21/3". Según un comunicado de prensa, el álbum celebrará "la historia de amor de la pareja" y "narrará toda su historia: antes de conocerse, enamorarse y mirar hacia el futuro".

## Contenido Musical
Ambos artistas confirmaron que eligieron el nombre "I Said I Love You First" -Yo te dije te quiero primero- dado que englobaba muy bien la idea detrás de la creación del disco, así como confirmaron que fue Gomez quién dijo "Te quiero" primero. 

Sobre el significado general que la gente puede obtener del disco, Gomez comenta que aunque puede imaginarse ciertas interpretaciones que algunas personas harán de sus letras, en su vida han pasado muchas personas y que está en constante cambio. Así Gomez afirmó: 
“Nos inspiramos en historias del pasado de los dos, de nuestra historia e incluso en historias de amigos y conocidos”. 
Sobre esto Gomez volvió a puntualizar en su entrevista en el podcast Jay Shetty, donde confirmó que el disco está inspirado en historias pasadas tanto suyas como de Blanco. Blanco luego manifestó que una de las mejores cosas de la música es que cada uno puede dar interpretaciones completamente distintas, sin que ninguna sea la correcta o incorrecta, y que el disco trataba sobre "pasado, presente y futuro". 

### Desglose por pistas
La primera canción, I Said I Love You First, es realmente un audio de Gomez dando un discurso el último día de grabación en el set de Los Magos de Waverly Place, donde Gomez protagonizó a "Alex" durante 4 temporadas, siendo la serie que la catapultó al estrellato. Hablando de la canción, Gomez dijo que esta etapa fue la mejor etapa de su vida, y que cuando acabó simplemente quería que se sintieran orgullosos de lo que estaba por venir.

La segunda canción, Younger & Hotter Than Me, es una balada pop cuya instrumentación principal es el piano, así como cuenta con elementos de viento que añaden profundidad. Fue escrita principalmente por Gomez, así como por Benjamin Levin y Finneas O'Connell, el cual también colaboró en la producción de la canción, añadiendo elementos envolventes, al igual que hizo con la canción de Gomez «Lose You to Love Me». Gomez afirmó que su interés en la canción surgió tras escuchar el trecho en que la canción dice: 
“Todas las chicas de esta fiesta son más jóvenes y más ardientes que yo, y odio lo que llevo puesto”
Gomez comentó que está situada a propósito tras la introducción para evidenciar el contraste entre las aspiraciones de una chica joven, que es "la estrella del momento" a la realidad de una artista que ya tiene un largo camino. Gomez afirma que la canción se centra en la presión que sufren las mujeres en la industria, y especialmente, las estrellas infantiles, que deben enfrentarse a la exposición constante, y a la sensación de que con el paso del tiempo van a ser, irremediablemente, dadas de lado.  Gomez cree que refleja un proceso que llega en la vida de todas las personas y que debe ser asumido para poder seguir siendo feliz. Al final se trata de aceptar que no es bueno quedarse atascado en un momento de la vida, porque hay que aceptar el cambio que implica crecer y madurar, y que hay ciertas partes de uno mismo que se pierden o evolucionan con el tiempo, así como hay otras nuevas que se construyen. La canción fue mencionada por primera vez en una entrevista con Interview (magazine) publicada el 14 de febrero, junto al anuncio del disco, que fue realizada el 7 de enero, donde confirman que estaba planeada para ser el primer sencillo del disco.

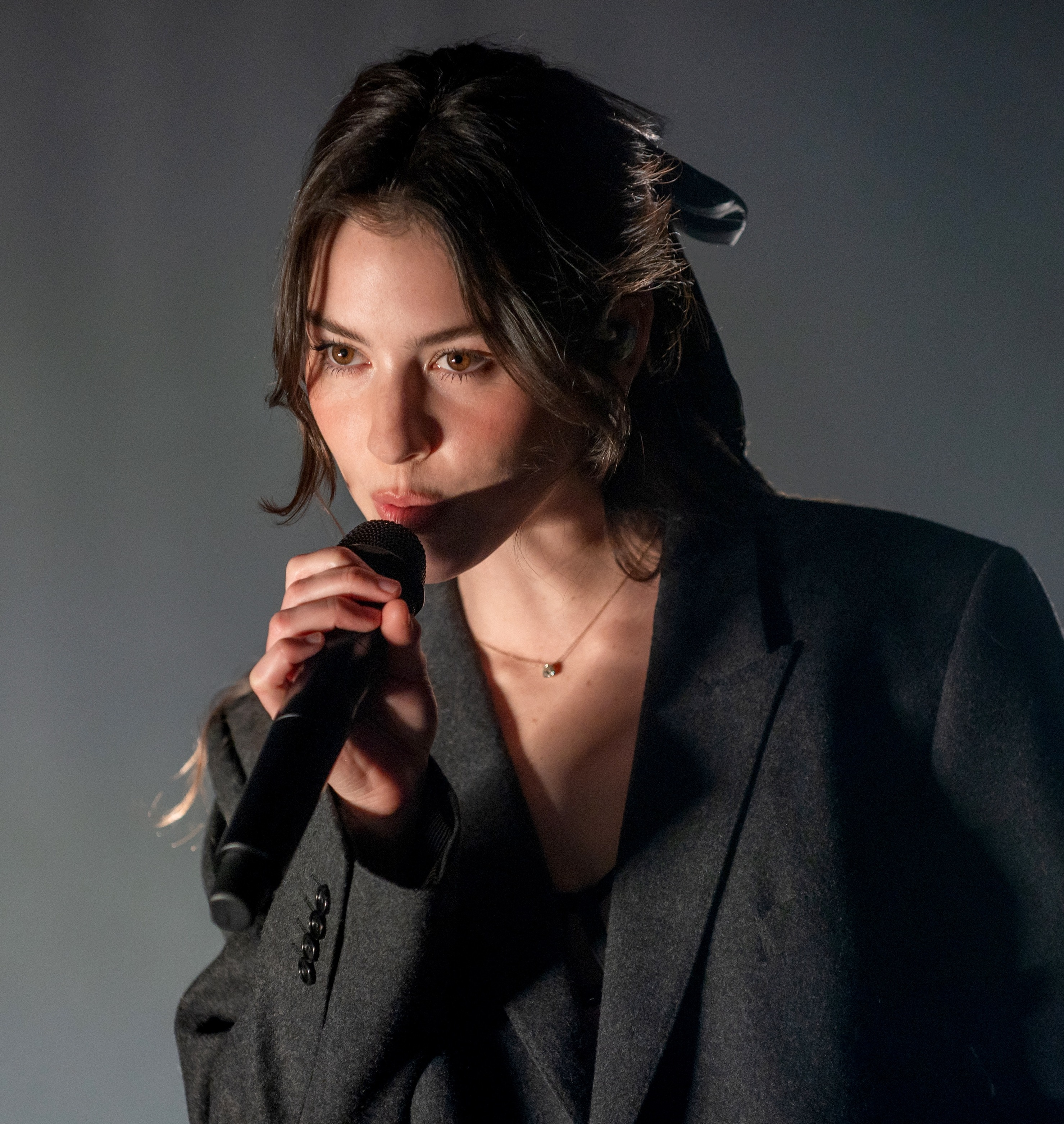
Gracie Abrams participa como cantante y letrista

La tercera canción, Call Me When You Break Up, es una canción de estilo Pop, con algunos elementos de Pop Rock. La canción cuenta con la colaboración vocal de Gracie Abrams, que esta presente durante los coros y la totalidad del segundo verso. Sin embargo, la colaboración con Abrams se realizó en el último momento, de tal forma que en las ediciones físicas del álbum existe un segundo verso alternativo cantado por Gomez.  Respecto a la composición, la letra fue escrita por Gomez, Abrams, Julia Michaels, Justin Tranter, Dylan Brady, Benjamin Levin, Mattias Larsson, Robin Fredriksson y Magnus August Høiberg. En el apartado de la producción, al frente están Blanco y Cashmere Cat. 
Gomez comenta que fue una canción que le llamaba la atención desde el primer momento que la escuchó. Además aclaró que, aunque cada cual puede darle la interpretación que sienta, afirmó que "la realidad no es sobre una relación. Es sobre una amistad. Y es sobre cómo alguien puede estar en una relación y perder esa amistad a veces".  Por tanto Gomez confirmó que más que duelo en sentido amoroso, es un duelo de cuando una amistad se desgasta. 
La cuarta canción, Ojos Tristes, es una canción de estilo Indi Pop y Glam Pop, que combina versos en inglés y versos en español, y se basa en la interpolación de la canción de los años 80, El muchacho de los ojos tristes, de la cantante Jaenette, y cuenta con la colaboración de la banda The Marías.  Aparecen acreditadas como escritoras de los nuevos versos tanto Gomez como Maria Zardoya, vocalista de The Marías, así como los escritores de la canción original.  Gomez afirmó para Billboard que tras acudir a un concierto de la banda, ella "quedó hipnotizada" y supo que quería colaborar con ellos para su siguiente proyecto. Gomez afirma que es una de las canciones de las que más orgullosa se siente, y además también compartió con sus fanáticos que, «El Muchacho de los Ojos Tristes» era una de las canciones favoritas de su abuela paterna, fallecida en 2024, y que esta reinterpretación también era una forma de hacerle un tributo. 

La quinta canción, Don't Wanna Cry, es una pista de género Dance Pop, con toques de música Disco. Participaron en la escritura Gomez, Tranter, Jackson Shanks, Mikky Ekko, Levin, Sebastian Akchoté y Magnus August Høiberg. En esta canción Gomez y Blanco están relatando la experiencia de estar en una relación tóxica, siendo plenamente conscientes de que están dando situaciones que no deberían permitirse, y que la otra parte de la relación también sabe que no se va a romper esta relación pese a su comportamiento. Sin embargo, al final de la canción Gomez canta:
"Un día te vas a despertar, y lo único que vas a tener es mi almohada y mi maquillaje, diciendo c'est la vie, el juego terminó, he encontrado otra mano que sujetar", 
Lo cual da a entender que finalmente consiguió romper el circulo vicioso y encontrar a otra persona con la que poder enamorarse.  Gomez comentó de esta canción que sentía que era como una terapia, una forma de sanar para dejar algo tóxico ir. 
La sexta canción, Sunset Blvd, es una canción canción Pop y Bedroom Pop, con un estilo vintage que recuerda a los 80's. Tanto Gomez como Blanco afirman que es una de sus canciones favoritas del disco. Tanto Gomez, el apartado de las letras, como Blanco, en producción, vuelven a estar acreditados, junto a otros colaboradores ya mencionados previamente. Frente a canciones como  «Scared of Loving You», afirman que este sencillo habla del momento en el que simplemente dejas que pase lo que tenga que pasar en una relación, ya sea bueno o malo, pues finalmente aceptas que te has enamorado. “Nuestra primera cita fue en Sunset Blvd” afirmó Blanco, por lo que decidieron incluir una clara referencia en el proyecto. La canción trata el amor romántico donde uno se expone totalmente a la otra parte, siendo sincero y vulnerable. Al mismo tiempo la canción resulta bastante carismática y contiene muchos dobles sentidos que pueden entenderse como referencias sexuales. 
La séptima canción, Cowboy, es una canción de género Pop con influencias del R&B y que cuenta con la participación no acreditada de la rapera GloRilla, que tiene un verso a modo de outro en la canción. En la escritura de la canción colaboraron Gomez, Jake Torrey, Bejamin Levin, Magnus August Høiberg y Amanda Ibanez. Por el lado de la producción se encuentran Blanco, Cat, Bart Schoudel y Chris Gehrin. Fue denominada por Gomez como la nueva «Good for You», sencillo principal del disco  Revival» (2015), siendo uno de los mayores éxitos de la cantante y una de las favoritas de los fans de Gomez. Gomez considera que esta canción trata sobre ese lado sexy que toda persona tiene, y que sacarlo le hace sentirse sentirse muy bien consigo misma.  En la versión especial del disco existe una versión extendida (Glorilla's Remix) con un verso completo cantado por Glorilla, en la que la cantante si aparece acreditada. 

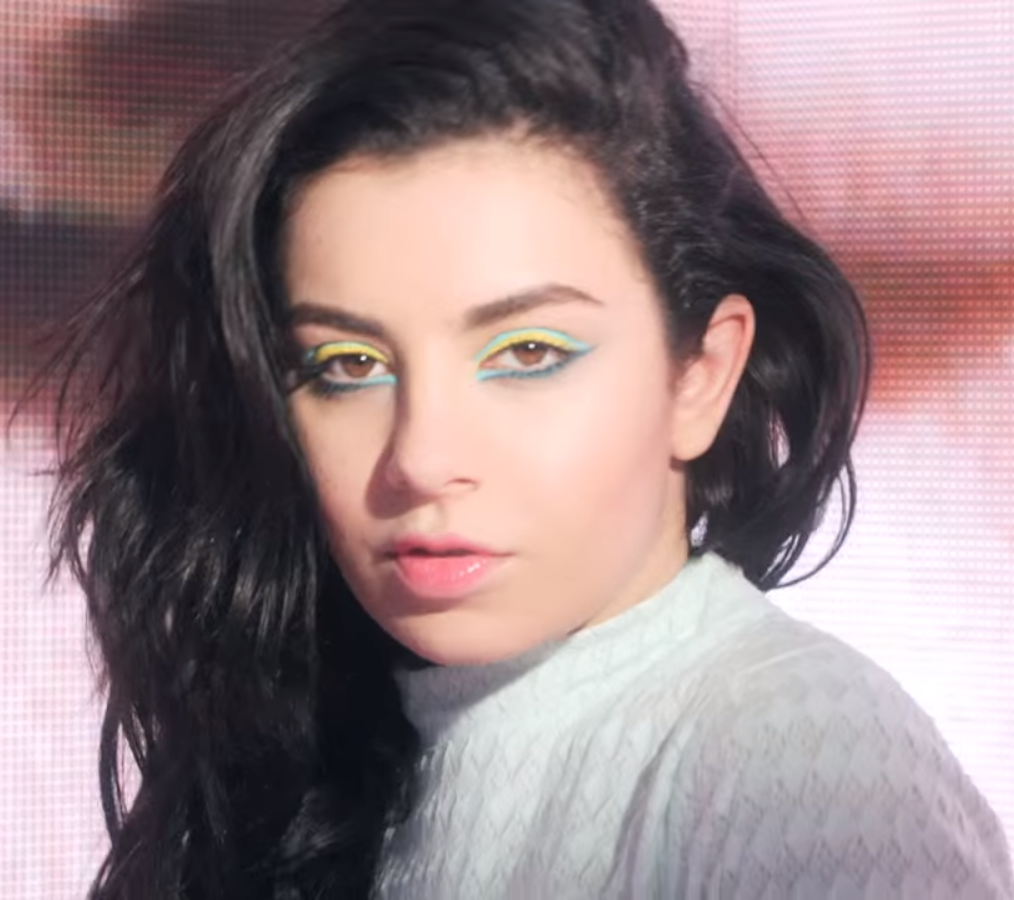
Charli XCX es compositora en "Bluest Flame"

La octava canción, Bluest Flame, es una canción de género hiper-pop y dance pop. Están acreditados como compositores de la canción Gomez, Dylan Brady, Levin, Høiberg y Charlotte Aitchison (Charli XCX). Sobre la participación de Charli XCX en la canción, acreditada como escritora, así como corista, cuenta Benny que surgió de el durante la creación de la composición, pues creía que podría aportar un toque especial, haciéndose notar claramente la influencia del disco Brat.
Realmente XCX ya había colaborado en una canción de Gomez producida por Blanco, el sencillo de 2015 «Same Old Love», donde XCX ayudó en la composición. Gomez alabó la habilidad de Charlie como productora, alegando que es capaz de añadir un “sonido hipnótico que transmite una sensación increíblemente buena”.   Más que una narrativa concreta, el objetivo de Gomez y Blanco con esta canción era crear una atmósfera festiva, una canción para simplemente pasarlo bien y poder vivir el momento. 

La novena canción, How Does It Feels To Be Forgotten, es una canción de género pop, que también combina elementos de géneros como pop ambiental e indi alternativo. En esta canción vuelve a colaborar el dúo Gomez-Tranter en lo relativo a la composición, así como también están acreditados Mikky Ekko, William Fly y Levin.  De acuerdo con Gomez, esta canción es una canción que sabe que va a ser sobre analizada por el público, y aunque también alega que esta canción es más que su pasado, si confirma que es una canción honesta sobre ciertas experiencia que ha tenido.  La idea principal de la canción es por un lado, exaltar el amor real que sana, tema vertebral a lo largo del disco, y que es probable que se enfoque en la situación actual entre la pareja; y por otro lado, una crítica a quienes pueden llegar a interferir en una pareja por haber compartido previamente una historia con ellos, intentando evitar que ese duelo se supere, y evitar caer en el olvido.  Gomez pregunta una y otra vez en la canción "¿Cómo se siente caer en el olvido?", dirigido directamente a esa persona. Muchos han entendido dirigida esta canción a las ex parejas de Gomez. Al final de la canción, se puede escuchar una breve narración de Gomez en castellano que dice:
Ahora todo está dicho y hecho, todo está olvidado. 
La decima canción, Do You Wanna Be Perfect?, es un breve interludio que crítica la constante exposición en los medios de ideales perfectos, creando modelos y roles inalcanzables para los jóvenes. Gomez responde diciendo que eso debe acabar, y que todo el mundo es perfecto tal y como es.         

La decimoprimera canción, You Said You Were Sorry, es una canción de género Pop y Soft-Pop, con una instrumental y producción muy similar a la de "How Does It Feels To Be Forgotten". De acuedo con los créditos, vuelven a participar en la escritura colaboradores ya mencionados en los créditos de otras canciones, incluyendo a Gomez, Byron, Tranter, Levin, Ibanez y Høiberg, así como de nuevo Cashmere Cat acompaña a Blanco en la producción principal.  Gomez cuenta que el origen de esta canción surge de un sueño muy vívido que tuvo un día:  
"Era más sobre un conflicto que necesitaba resolver, y que luego, en realidad, me di cuenta que a veces no es necesario resolver. A veces ser quien realmente eres y superarlo es la mejor opción para ti"  
La canción aborda la complejidad del cierre emocional tras una relación pasada. Aunque la disculpa nunca llegó en la realidad, el sueño en sí permitió alcanzar un estado de paz interna, pudiendo llegar a la idea de que a veces es más importante llegar a sanar y a cerrar el ciclo con uno mismo, que necesariamente tener que anhelar el perdón del exterior, pues hay veces que ese perdón no llegará, pero la vida seguirá transcurriendo. 

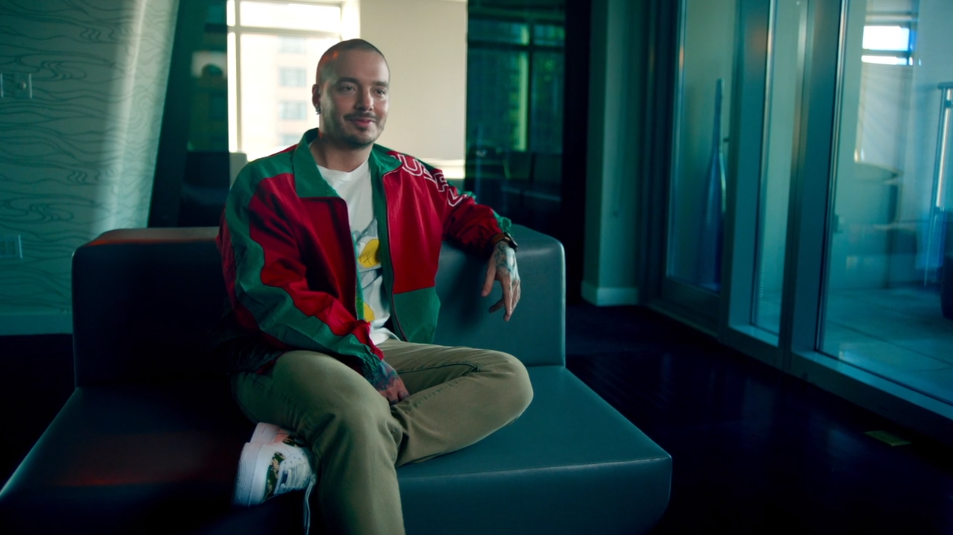
J Balvin colabora en "I can't get enough"

La decimosegunda canción, I Can't Get Enough es una canción que combina elementos Pop, con toques urbanos propios del Reggaeton, y una producción electrónica. Lanzada originalmente en 2019, en esta canción colabora vocalmente J Balvin y en la producción Tainy, que también se encargo de la producción de  «Revelación», de Gomez.  Al ser grabada de forma independiente al disco los créditos de esta canción son los que más difieren del resto, participando en la composición Gomez y Balvin, Marco Masis, Mike Sabath, Levin, Maria Cristina Chiluiza Calderon y Jesus Nieves Cortez.  Este sencillo fue incluido en el disco de forma simbólica, de acuerdo con Gomez, pues es la primera canción que lanzó oficialmente junto a su prometido (sin tener en cuenta los créditos que este tiene como productor en los discos de la cantante).
 

La decimotercera canción, Don't Take It Personally, es una canción de género Pop, con una instrucción muy melódica y minimalista, compartiendo elementos de géneros como Bedroom Pop . La canción fue compuesta por Gomez, Tranter, Ekko, Levin y Blake Slatkin, mientras que la producción corrió a cargo de Blanco, Slatkin, Cat y Bart Schoudel. Gomez confirma que esta canción se basa en una experiencia propia, cuando alguien de su pasado tomó ciertas decisiones en su vida que llevaron a apartar a Gomez de ella, lo que le provocó bastante dolor emocional.  De esta forma la canción estaría narrada desde la perspectiva de la persona que esta hablando con Gomez, que sería una tercera persona en la relación:
Cariño, te lo mereces, se que encontrarás a la persona perfecta
Por favor no te lo tomes de forma personal, algunas cosas están predestinadas a ocurrir 
En esta canción la persona que habla con Gomez admite que desde que está en contacto con la otra parte, la relación de los otros dos es distinta, asumiendo que por ello Gomez tiene sentimientos negativos hacia la persona que narra la canción. Así, esta persona intenta convencer a Gomez, en un tono que puede entenderse como condescendiente, de que no malgaste sus energías porque no tiene nada que hacer con esa persona, que debe olvidarlo y encontrar a otra persona que la quiera de verdad. Existen fuertes especulaciones de que esta historia trata del triángulo entre Hailey Baldwin, Justin Bieber y Gomez, tal que Gomez estaría narrando las palabras que Baldwin le dijo cuando en 2018 se comprometió con Bieber pocos meses después de finalizar su larga relación con Gomez, como explicó en la canción Lose You to Love Me. 

La decimocuarta canción, Scared Of Loving You es una Balada Pop con una producción mínima e intima, en lo cual juega un papel muy importante la instrumentación escogida, que hace recordar por momento a una canción de cuna. Respecto a la composición, aparecen acreditados 3 escritores, Gomez, Levin y Finneas, el cual repite acreditación en el apartado de la producción junto a Blanco y Schoudel.  La canción sirve a modo de conclusión y resumen del viaje que narra el disco, desde una persona que está siendo dañada por una relación tóxica, hasta su finalización, que aunque en parte produce un alivio, pues permite dejar las conductas tóxicas atrás, a la vez deja muchos traumas que gestionar emocionalmente, embarcándose en un proceso muy profundo que concluye en el desarrollo de una fuerte inteligencia emocional y el conocimiento de que una relación no debe verse como una necesidad, sino como un complemento, evitando caer en dinámicas tóxicas y de apego emocional destructivo. 
"Pues no tengo miedo de amarte, tengo miedo de perderte.
No tengo miedo de nadie, ni de morir joven,
ni de si puedes encontrar a alguien mejor
porque quien te va a amar tanto como lo hago yo" 
El estribillo es un buen resumen de esto: La Gomez de «Lose You to Love Me» tenía miedo de volver a enamorarse por volver a sufrir ciertas dinámicas, pues como misma ella confirmó, sintió que en relaciones pasadas había sido "abusada emocionalmente"  entrando en bucles destructivos muy perjudiciales. Frente a este miedo a enamorarse, Gomez afirma que ahora a lo que teme es a perder a la persona, pues en una relación sana lo que no quiere es que ese confort se acabe, y cuando alega que sabe que no puede encontrar a alguien mejor también se está enfrentando a otras versiones de sí misma, como por ejemplo en la canción  «Perfect» de  «Revival», donde Gomez narra que sabe que su pareja le está siendo infiel y que desea saber que hace esa chica para ser perfecta, cuestionándose que podría aprender de ella, mientras que ahora Gomez esta segura de si misma para evitar caer en esa idealización o en su opuesto, en celos.  Por último, cuando Gomez dice que "no tiene miedo de morir joven" esta haciendo referencia a la enfermedad crónica que padece, lupus, por la que ha tenido que recibir sesiones de quimioterapia e incluso un trasplante de riñón, así como ha confesado que es probable que no pueda gestar su propio hijo, ni es seguro cuanto tiempo útil puede tener el riñón que le fue trasplantado.  De esta forma quiere dejar patente que ha aceptado que hay cosas sobre las que no tenemos el control, por lo que no vale la pena estar lamentándose el resto de su vida, y como mostró en su documental My Mind & Me, alega que la clave esta en trabajar para estar mejor en la medida que se pueda.
Posteriormente en la reedición, "I Said I Love You First... And You Said it Back" se añadieron 4 canciones inéditas:
En primer lugar, That's When I'll Care es una canción que puede catalogarse dentro del género Country-Pop. De acuerdo con Gomez, esta canción forma parte, al igual que «Stained», de las sesiones que fueron realizadas durante 2016 y 2017 para el disco que sucedería a Revival, pero que no llegó a materializarse como tal. La canción fue compuesta por Gomez, Michaels, Tranter, Levin y Kirkpatrick, y producida por Blanco y Kirkpatrick.  "That's When I'll Care" es una canción que toca un tema universal: el dolor de las relaciones unilaterales, donde uno ama más que el otro. La letra habla de una especie de liberación personal, aunque de manera lenta y reflexiva, dejando claro que para Gomez el tiempo ya partió, y que no es ella quien tiene una obsesión por la otra parte . Además, posiblemente Gomez se refiera a lo largo de la canción al papel que los medios de comunicación y la prensa rosa han tenido en la forma en la que ha sido percibida o incluso cómo ella misma se ha podido percibir. Así, cuando hace referencia a que en función de la noche se puede tomar las cosas desde una perspectiva a otra, es posible que se refiera a la capacidad de anteponerse a la constante sensación de ser juzgada por una masa de gente por sus decisiones personales. 
En segundo lugar, Talk, es una canción que puede catalogarse dentro del Pop Alternativo, así como su producción incorpora elementos de géneros electrónicos como el Dance, y cuenta con la segunda interpolación del disco tras Ojos Tristes, pues toma de referencia la canción Never There, del grupo Cake, lanzada oficialmente en 1998. En este caso a los colaboradores habituales del disco se une Ian Kirkpatrick, colaborando tanto en la composición como principalmente en la producción de la canción, junto a Blanco.  La canción habla principalmente del deseo de estar físicamente cerca de la persona que ama, que le provoca un deseo irrefrenable. 
En tercer lugar, Stained, es una canción de estilo Pop con influencias marcadas de géneros urbanos como el Trap y el R&B. Realmente esta canción fue lanzada por Gomez por petición popular de forma muy similar al lanzamiento de  «Feel Me», sencillo promocional del disco «Rare», pues Stained fue grabada en 2016, pensada para ser incluida en el proyecto que durante un tiempo se conoció como "SG2" y que no terminaría de materializarse como tal. Filtrada el 13 de Julio de 2017, mismo día del lanzamiento del sencillo «Fetish», Gomez ya llegó a compartir adelantos en 2016 durante el Revival Tour, por lo que la canción ya era conocida por los fanáticos de la cantante, lo que llevó a Gomez a incluirla en este disco.  Pese a que la canción no estuvo planificada originalmente para formar parte de este disco, fue compuesta por nombres previamente citados, incluyendo a Gomez, Michaels, Høiberg y Daniel Omelio, mientras que es la única canción del disco en la que Blanco no participó, siendo producida principalmente por Cashmere Cat.  Respecto al concepto de la canción, este se centra en el impacto emocional de una relación pasada, la dificultad de superar el dolor y la búsqueda de la sanación y la fortaleza interior, con una ambivalencia entre seguir queriendo a esa persona y reconocer que lo mejor es olvidarla. 

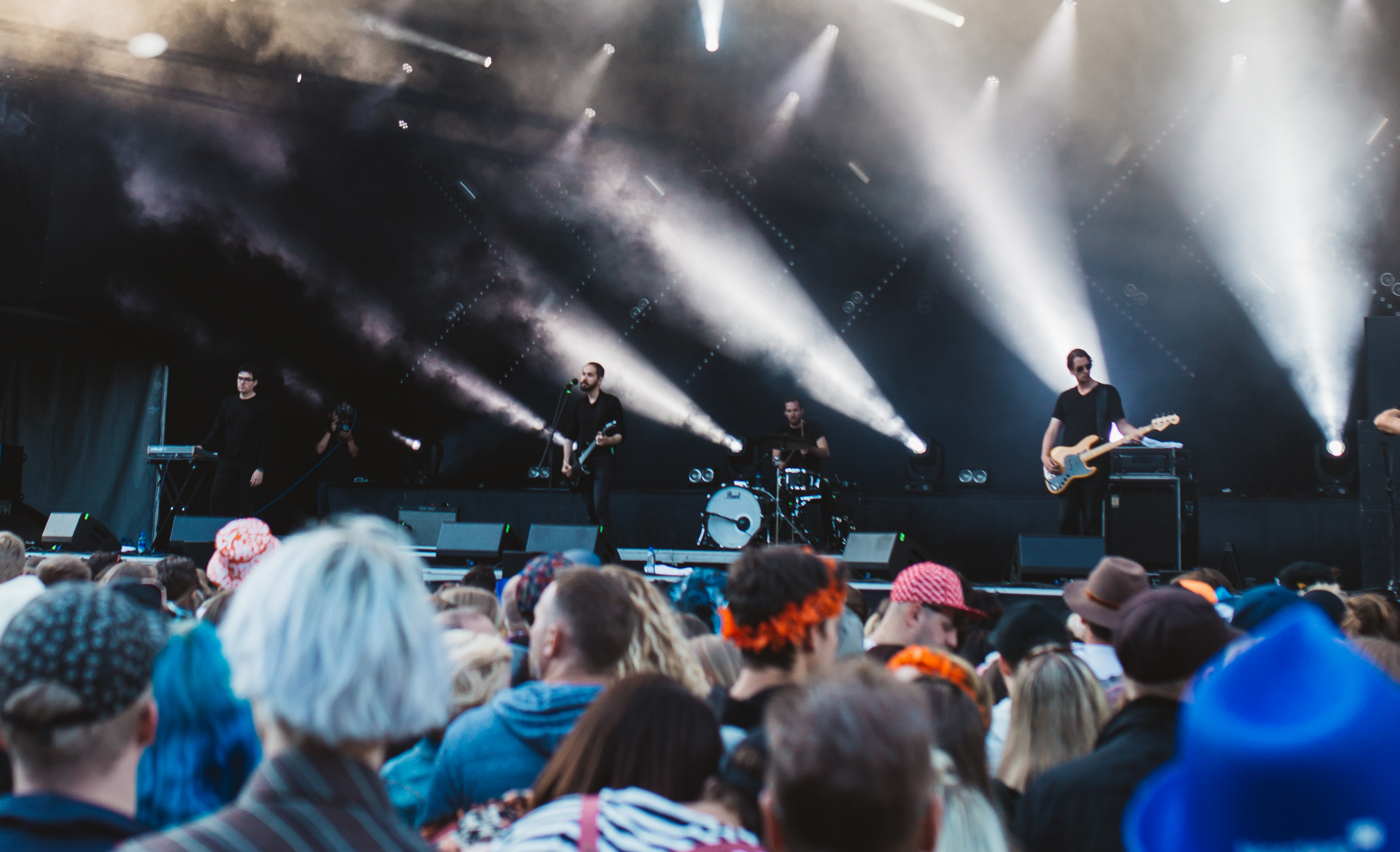
Cigarettes After Sex colaboran en el último tema

En cuarto lugar, Guess You Could Say I'm in Love, es una canción que puede catalogarse dentro de los subgéneros dream pop y ambient pop, caracterizados por un ritmo lento, minimalismo instrumental y texturas sonoras muy envolventes, propios de la banda Cigarettes After Sex, que colaboran en la canción, pese a que oficialmente no estén acreditados como artistas colaboradores. En relación con la composición, están acreditados Gomez, Tranter, Levin, Høiberg y Gregory Steven Gonzalez, fundador de Cigarettes After Sex, así como este colabora en la producción con Blanco y Cashmere Cat. La canción trata el tema de volver a creer en el amor tras un periodo de tiempo en el que la persona sentía un gran dolor, quizá por estar superando el duelo de una relación pasada que les hizo pensar que no volverían a amar.  Remarcando esto, en el estribillo se puede escuchar: 
"Y ya no me apetece llorar más, ya no deseo morir más, supongo que puedes decir que estoy enamorada" 

## Recepción Crítica y Premios
De acuerdo con el portal de reseñas Metacritic, I Said I Loved You First ha recibido "críticas generalmente positivas", con una puntuación media de 66 puntos sobre 100, basado en 10 reseñas.
Martina Rebecaa Inchingolo de Associated Press valoró positivamente la inclusión de los artistas invitados y la experimentación con diferentes géneros, así como elogió la canción Cowboy, estableciendo cierta similitud al estilo de la cantante Lana Del Rey. Jason Lipshutz de Billboard alegó que Gomez "Al fin añadía una nueva entrada interesante a su catalogo" y elaboró un ranking de las mejores canciones del álbum en consideración, siendo Bluest Flame la mejor canción de acuerdo con la revista, celebrando su dinamismo y la colaboración con Charli XCX, seguida de Call Me When You Break Up, y en tercer lugar la canción Cowboy, indicando que es mejor momento vocal de Gomez a lo largo del disco, y una canción que combina la sexualidad con la elegancia.
Robin Murray de Clash afirmó que el disco había superado las expectativas de los escépticos, y valoró muy positivamente la fusión de los estilos que se había conseguido, alabando la coexistencia de momentos Pop con Bluest Flame con momentos introspectivos y con How Does It Feel To Be Forgotten, congratulando a Blanco por crear una paleta sonora tan sólida.  De forma similar, Matthew Dwyer de PopMatters celebró el dinamismo del disco, y alegó que "El estilo autobiográfico de Rare y I Said I Love You First demuestran que Gomez ha cumplido la tarea de hacer música de una forma que funciona para ella.  Ambos portales le otorgaron un 80 sobre 100 de calificación.
Tim Sendra de AllMusic consideró que Gomez y Blanco consiguieron salirse del molde y hacer canciones con más personalidad que el pop actual, creando un disco diverso e interesante. Alabó tanto la versatilidad de Gomez para adaptarse a cualquier estilo, y consideró que el dúo había resultado ser muy fructífero, siendo para Sendra el disco mejor hecho de Gomez hasta la fecha.  Rob Sheffieldd de Rolling Stone elogió el álbum por su diversidad y la versatilidad en sus géneros y estilos, describiéndolo como "Un San Valentín que cumple exactamente lo que promete: un ícono del pop y un productor superestrella celebrando un romance en la vida real que todos podemos apoyar". 
Dakota Wess Foss de Sputnikmusic se mostró algo más crítica con el álbum y con la carrera de Gomez, al destacar la inexistencia en su discografía de un álbum que realmente muestre toda su capacidad creativa, como ha conseguido con algunos sencillos, pero consideró que era la colección de canciones más sólida de Gomez hasta la fecha.  A la par que reparó en la diversidad y fluidez del proyecto, destacó influencias de las artistas Lana Del Rey y Olivia Rodrigo en las secciones más acústicas, y de Sabrina Carpenter, sobre todo en Sunset Blvd. Por otro lado considera que la inclusión de I Can't Get Enough se siente fuera de lugar y debería haberse quedado fuera. 
Tanto Alexis Petridis de The Guardian como Georgia Evans de NME criticaron la falta de una identidad clara en el disco, considerando que las canciones no ofrecían nada memorable.   Georgia Evans considera que las dos primeras pistas (I Said I Love You First y Younger And Hotter Than Me) establecen un listón muy alto que luego el resto del disco no consigue alcanzar, pues alega que el resto del álbum no llega a la profundidad que estas dos pistas tiene. De acuerdo con Evans son los momentos más íntimos en los que realmente se puede ver la química entre Gomez y Blanco. Concluye que aunque cada canción es buena en sí misma, el disco no es mejor que la suma de sus partes.  Petridis de The Guardian fue bastante más crítico, alegando que "vas a poder aprender más de la pareja Gomez-Blanco viendo la entrevista en Hot Ones que escuchando el disco", y aunque puntualiza que es un disco muy bien construido, no se siente tan personal como debería ni es memorable. 
Olivia Horn de Pitchfork definió el disco como "una colección de canciones que suenan como otras canciones, interludios incongruentes y una canción de reggaeton aleatoria". Al igual que otras publicaciones, ven una clara inspiración del dúo en la cantante Lana Del Rey y destaca que los momentos más divertidos del disco se ven en parte lastrados por una falta de alegría en el tono de Gómez.  Sam Franzini de The Line of Best Fit siguió la línea de las críticas sobre la falta de profundidad real que ofrece el disco, considerando que el disco no permite realmente hacernos a la idea de cómo es realmente ser parte de la pareja, aunque esa sea la premisa del proyecto. Parte de la crítica se centra en Blanco, pues se considera que a nivel de producción no se tomó absolutamente ningún riesgo, siendo los momentos más disruptivos y disfrutables en los que otro colaborador se suma a la canción, pero también critica la capacidad vocal de Gomez. Así caracterizó el proyecto de vacío y sin carisma. 

### Aclamación en Listas
En las listas de medio año sobre los mejores discos, tanto Rolling Stone como Complex lo incluyeron como uno de los mejores discos de 2025 hasta el momento.  A su vez, Billboard consideró incluir a Ojos Tristes en su lista de mejores canciones latinas de 2025 hasta la fecha, en el puesto 10, destacando que la nueva reinvención del éxito de Jaenette era una combinación perfecta de modernidad y nostalgia, aupado por la voz etérea de Gomez y la inconfundible voz de Zardoya, que aportaba una nueva capa de calidez a las harmonías, había dado una nueva vida al clásico. 

### Premios y Galardones
| Año  | Premio                          | Nominado                  | Categoría                  | Resultado | Referencias |
| ---- | ------------------------------- | ------------------------- | -------------------------- | --------- | ----------- |
| 2025 | Nickelodeon Kids' Choice Awards | I Said I Love You First   | Álbum Favorito             | Nominado  | [ 111 ]     |
| 2025 | Nickelodeon Kids' Choice Awards | Call Me When You Break Up | Mejor Colaboración Musical | Nominado  | [ 112 ]     |
| 2025 | Nickelodeon Kids' Choice Awards | Bluest Flame              | Mejor Canción Viral        | Ganador   | [ 112 ]     |
| 2025 | MTV Video Music Awards          | Sunset Blvd               | Mejor Colaboración Musical | Pendiente | [ 113 ]     |
| 2025 | MTV Video Music Awards          | Younger & Hotter Than Me  | Mejor Video con Mensaje    | Pendiente | [ 113 ]     |

## Promoción
Iniciando el lunes 10 de marzo, Gomez anunció que estaría celebrando a través de su página web los "#12DaysOfReallyRareStuff", una cuenta atrás de 12 días hasta el lanzamiento del álbum por el que cada día realizaría la subasta de artículos emblemáticos y personales de la cantante, iniciando el primer día con la venta del anillo de Blanco regaló a Gomez en el inicio de la relación, valorado en 3.000 dólares, y que subastó por 12 dólares.  Así, cada día fue ofreciendo un artículo nuevo por un dólar menos que el anterior, siendo objeto de subasta un bolso de la marca Coach diseñado por Gomez durante su colaboración en 2017-18, un neón personalizado del sencillo Fetish, e incluso una de las varitas que Gomez utilizó durante la grabación de Los Magos de Waverly Place, generando mucha viralidad en las redes sociales.  
Así, el 19 de marzo aparecieron en la entrevista realizada para Spotify, “Cuenta Atrás para I Said I Love You First”, donde ambos aparecen compartiendo detalles de la creación del disco -recopilados en el apartado "Composición y Lanzamiento"-, así como detalles de cómo se conocieron y forjaron su relación.  Al día siguiente, se publicó en YouTube la entrevista que ambos realizaron para el canal "First We Feast" en su sección Hot Ones, en el que llevan a celebridades para realizarles una divertida entrevista mientras prueban alitas de pollo sazonadas con las salsas, cada una más picante que la anterior.  El viernes 21 de marzo aparecieron por la mañana en el programa Today Show, donde compartieron detalles del proceso de composición del disco, de su relación y del desarrollo de la carrera de Gomez desde su infancia, compartiendo un video de la audición original de Gomez para Disney, y luego por la noche aparecieron en el famoso programa The Tonight Show Starring Jimmy Fallon, donde compartieron detalles sobre su reciente compromiso y sus planes de boda, así como jugaron a un juego donde tenían que adivinar que historia entre varias era la real.  Además, el mismo 21 ofrecieron una fiesta de lanzamiento, patrocinada por Amazon, donde los fans pudieron escuchar por primera vez el álbum junto a Gomez y Blanco. 
Adicionalmente, el martes 27 de marzo se emitió una entrevista de ambos en el programa de Drew Barrymore, donde volvieron a compartir detalles sobre su relación y del proceso de grabar un disco juntos, de la importancia de la salud mental, así como la gestión de la fama y la importancia de mantener la humildad, así como compartieron un divertido momento maquillando a Barrymore.  Al día siguiente también se publicó una entrevista de Gomez con IHeartRadio en los estudios de Nueva York donde hablaron del proceso de composición del disco y la trayectoria laboral que comparte con Blanco. Dentro de la promoción en radios Gomez también visitó los estudios de SiriusXM,  Z100 New York o Audacy Check. 
Por otro lado, a lo largo de la semana del lanzamiento del álbum, con el objetivo de fomentar el consumo digital del disco, Gomez y Blanco liberaron a través de la tienda digital de Selena una serie de versiones especiales. Entre ellas, lanzaron una versión que incluía versiones inéditas en acústico de "How does it Feels To be Forgoten?" y de "Scared Of Loving You" como parte de una sesión con la plataforma Vevo, aunque no se había anunciado oficialmente.  Tras la primera semana, esa edición fue retirada de la plataforma de Gomez, sin noticias de la fecha de lanzamiento oficial. Finalmente, el 5 de mayo, se publicó en el perfil de YouTube de la cantante "Sunset Blvd - Vevo Extended Play",  el 6 de mayo publicarían "Scared Of Loving You - Vevo Extended Play",  el 7 de mayo "How Does It Feels To Be Forgotten - Vevo Extended Play",  y posteriormente el 15 de mayo publicaron la totalidad del metraje con el titulo de "I Said I Love You First... (Short Film) - Vevo Extended Play". 

### Usos comerciales
El 28 de febrero de 2025 Gomez publicó un breve video en redes sociales mientras se podía escuchar un fragmento de una canción que no había sido lanzada hasta el momento, con el nombre de "Talk". Ese mismo día fue publicado el anuncio del nuevo modelo de la marca IPhone, concretamente el modelo 16e en el que se puede escuchar la canción Talk.  Sin embargo, los fanáticos de Gomez quedaron confusos cuando se anunció el listado de canciones del disco y ninguna se correspondía con la canción previamente mostrada.  Finalmente, la canción no fue lanzada oficialmente hasta el 2 de mayo, en la edición especial del álbum, siendo la canción en la que se centró la promoción de dicha edición especial. 
Por su parte, la canción Bluest Flame ha sido utilizada en varios comerciales. En primer lugar, para la campaña de verano de Dunkin', publicada el 25 de junio de 2025 en Estados Unidos.   A su vez fue utilizada para la campaña del verano de 2025 de Amazon Prime en diversas partes del mundo.

### Sencillos
El 13 de febrero de 2025, "Scared of Loving You" fue lanzado por sorpresa para el Día de San Valentín y fue lanzado como el primer sencillo promocional del álbum, junto con un video con letra oficial. Es una balada alegre escrita con Finneas O'Connell. El sencillo principal "Call Me When You Break Up" fue lanzado la semana siguiente, el 20 de febrero de 2025. La canción es una colaboración con la cantautora estadounidense Gracie Abrams. "Sunset Blvd" fue lanzado con un video musical como segundo sencillo el 14 de marzo de 2025. "Younger and Hotter Than Me" fue mencionado como sencillo oficial en la revista Interview, y luego fue lanzado con un video musical tras el lanzamiento del álbum.

## Recepción Comercial
A nivel internacional, el álbum consiguió debutar en el top 10 de 15 países. Igualmente, durante la semana de lanzamiento consiguió posicionarse como el decimo álbum más escuchado en el mundo en Spotify, mientras Gomez se convirtió en la vigésimo séptima artista más escuchada de la plataforma, siendo su mejor marca personal desde la creación del conteo en 2021.  Las canciones que consiguieron ganar más tracción en Spotify tras el lanzamiento del disco fueron "Ojos Tristes", la cual también consiguió generar, de forma diferencial, muchas visitas en la plataforma YouTube, "Call Me When You Break Up", "Sunset Blvd" y "How Does It Feel To Be Forgotten".  Por su parte "Bluest Flame" también obtuvo mucha viralidad.
En Estados Unidos el álbum debutó en segunda posición con más de 120.000 copias vendidas, de las cuales 71.000 fueron "ventas puras", referente a venta digital y física del álbum, y 64 millones de reproducciones bajo demanda.  Con estos datos se convirtió en el mejor estreno tanto para Blanco, como para Gomez, cuyo mejor estreno había sido con Revival, que en 2015 debutó con 117.000 copias, y es el quinto álbum de Gomez en alcanzar el top 3 del Billboard Hot 200, tras When the Sun Goes Down (#3) en 2011, Stars Dance (#1) en 2013, Revival (#1) en 2015 y Rare (#1) en 2020.  Adicionalmente, se convirtió en el álbum con más ventas puras de la semana, siendo el cuarto número 1 para Gomez y el primero para Blanco, así como el álbum con mejor ventas de vinilos, siendo el primer álbum de una pareja real en llegar a lo más alto del conteo de ventas de vinilo en la historia, así como el primer álbum de ambos artistas en llegar a lo más alto del conteo.    Adicionalmente, durante la semana del lanzamiento Gomez consiguió colocar 4 canciones en entre los 100 sencillos más exitosos de la semana, con "Call Me When You Break Up", "Ojos Tristes", "How Does It Feel To Be Forgotten" y "Sunset Blvd", siendo el primer álbum de ambos que consigue colocar canciones no promocionados como sencillos dentro del conteo.  Durante su segunda semana el álbum se mantuvo dentro del Top 20, en una posición 12, y para la tercera semana volvió a descender hasta la posición 18. Para la semana previa al lanzamiento de "I Said I Love You First... And You Said It Back" el álbum había caído hasta la posición 88. Para el conteo del 10 de mayo, aupado por la nueva versión, escaló posiciones hasta la posición 60. Sin embargo, 2 semanas después, el conteo del 31 de mayo apareció por última vez en una posición 166, para desaparecer finalmente la siguiente semana con 9 semanas totales en el conteo.  Esto lo convirtió en el segundo lanzamiento menos longevo de Gomez, solo tras su EP en Español Revelación. 
El álbum alcanzó la posición 6 en Canadá, siendo el primer álbum de Gomez desde A Year Without Rain en no entrar en el Top 5, aunque es de los sus discos con mayor longevidad en el conteo, y el primero de Blanco en alcanzar el Top 10.   En Australia alcanzó una posición máxima de 5, siendo el tercer disco de Gomez en alcanzar las 5 primeras posiciones en el país.  En Nueva Zelanda debutó en el puesto 6, siendo su primer disco como solista en no alcanzar el top 5 del país. 
Por su parte, en España consiguió alcanzar la posición número 5, siendo el sexto disco de Gomez en alcanzar el Top 5 en el país.  En Reino Unido alcanzó una posición máxima de 4, siendo el segundo disco de Gomez, tras Rare (#2), en alcanzar el Top 10 de los discos más vendidos en el país, aunque no contó con mucha longevidad. Cabe destacar que en Reino Unido "Bluest Flame" consiguió convertirse en un éxito nacional, obteniendo bastante promoción radial, y es la segunda canción más exitosa en las listas oficiales del álbum, solo tras el sencillo Call Me When You Break Up.  En Irlanda alcanzó una posición máxima de 4, igualando su mejor posición hasta la fecha, aunque abandonó los conteos tras 4 semanas.  En Italia el disco alcanzó una posición máxima de 48, siendo diferencialmente el disco de Gomez, tanto como solita como junto a The Scene con peor rendimiento en la región, siendo el disco recopilatorio For You de 2014, en una posición 34, el siguiente disco con peor marca en Italia.  Por su parte en Portugal alcanzó una posición máxima de 3 y es el segundo disco con más longevidad de Gomez en las listas del país.  En Francia debutó en la decimosegunda posición y se mantuvo más de dos meses en listas, estando en línea con el resto de lanzamiento de Gomez.  En Alemania alcanzó una posición máxima de 2, siendo el disco de toda la discografía de Gomez mejor posicionado en las listas del país.  En general en resto de países de Europa también obtuvo posiciones destacadas, aunque en línea con lo comentado, sufriendo ligeros descensos respecto de lanzamientos anteriores así como una acusada falta de longevidad en las listas. 
Para agosto de 2025 se estima que el álbum ha vendido alrededor de 1.6 millones de copias alrededor del mundo entre ventas puras y streaming. 

## Posicionamiento en listas
| Listas (2025)                       | Mejor posición |
| ----------------------------------- | -------------- |
| Australia (ARIA)                    | 5              |
| Austria (Ö3 Austria)                | 5              |
| Bélgica (Ultratop Flandes)          | 6              |
| Bélgica (Ultratop Valonia)          | 5              |
| Canadá (Billboard Canadian Albums)  | 6              |
| República Checa (ČNS IFPI)          | 30             |
| Dinamarca (Hitlisten)               | 15             |
| Países Bajos (Album Top 100)        | 12             |
| Finlandia (Suomen virallinen lista) | 40             |
| Francia (SNEP)                      | 12             |
| Alemania (Offizielle Top 100)       | 2              |
| Hungría (MAHASZ)                    | 12             |
| Islandia (Tónlistinn)               | 32             |
| Irlanda (OCC)                       | 4              |
| Italia (FIMI)                       | 48             |
| Lituania (AGATA)                    | 22             |
| Nueva Zelanda (RMNZ)                | 6              |
| Noruega (VG-lista)                  | 10             |
| Portugal (AFP)                      | 3              |
| Escocia (Scottish Albums Chart)     | 3              |
| Eslovaquia (ČNS IFPI)               | 21             |
| España (PROMUSICAE)                 | 5              |
| Suecia (Sverigetopplistan)          | 45             |
| Suiza (Schweizer Hitparade)         | 6              |
| Reino Unido (UK Albums Chart)       | 4              |
| Estados Unidos (Billboard 200)      | 2              |

## Historial de Lanzamientos
| Fecha de Lanzamiento | Región  | Edición                                         | Formato                                           | Discográfica/Distribución                                                                     | Ref     |
| -------------------- | ------- | ----------------------------------------------- | ------------------------------------------------- | --------------------------------------------------------------------------------------------- | ------- |
| 21 de marzo de 2025  | Mundial | Standard                                        | Descarga Digital · Streaming CD · Disco de vinilo | SMG Tunes · Friends Keep Secrets · Interscope Records Universal Music Group · Polydor Records | [ 185 ] |
| 28 de marzo de 2025  | Mundial | I Said I Love You First...                      | Descarga Digital · Streaming                      | SMG Tunes · Friends Keep Secrets · Interscope Records Universal Music Group · Polydor Records | [ 2 ]   |
| 2 de mayo de 2025    | Mundial | I Said I Love You First... And You Said It Back | Descarga Digital · Streaming                      | SMG Tunes · Friends Keep Secrets · Interscope Records Universal Music Group · Polydor Records | [ 3 ]   |
| 27 de junio de 2025  | Japón   | I Said I Love You First... And You Said It Back | CD                                                | SMG Tunes · Friends Keep Secrets · Interscope Records Universal Music Group · Polydor Records | [ 37 ]  |

## Lista de canciones
| I Said I Love You First track listing |                                                 |              |          |  |
| N.º                                   | Título                                          | Producer(s)  | Duración |  |
| 1.                                    | «I Said I Love You First»                       | Benny Blanco | 0:44     |  |
| 2.                                    | «Younger and Hotter Than Me»                    | Blanco       | 3:09     |  |
| 3.                                    | «Call Me When You Break Up» (con Gracie Abrams) | Blanco       | 2:06     |  |
| 4.                                    | «Ojos Tristes» (con the Marías)                 | Blanco       | 3:21     |  |
| 5.                                    | «Don't Wanna Cry»                               | Blanco       | 3:27     |  |
| 6.                                    | «Sunset Blvd»                                   | Blanco       | 2:47     |  |
| 7.                                    | «Cowboy»                                        | Blanco       | 3:04     |  |
| 8.                                    | «Bluest Flame»                                  | Blanco       | 2:42     |  |
| 9.                                    | «How Does It Feel to Be Forgotten»              | Blanco       | 2:41     |  |
| 10.                                   | «Do You Wanna Be Perfect»                       | Blanco       | 0:37     |  |
| 11.                                   | «You Said You Were Sorry»                       | Blanco       | 2:59     |  |
| 12.                                   | «I Can't Get Enough» (con Tainy & J Balvin)     | Blanco       | 2:37     |  |
| 13.                                   | «Don't Take It Personally»                      | Blanco       | 2:34     |  |
| 14.                                   | «Scared of Loving You»                          | Blanco       | 1:50     |  |
| 34:38                                 |                                                 |              |          |  |

| I Said I Love You First... And You Said It Back |                                                                    |          |  |
| N.º                                             | Título                                                             | Duración |  |
| 15.                                             | «That's When I'll Care»                                            | 3:04     |  |
| 16.                                             | «Talk»                                                             | 2:12     |  |
| 17.                                             | «Stained»                                                          | 3:29     |  |
| 18.                                             | «Bluest Flame (DJ Sliink remix)»                                   | 2:44     |  |
| 19.                                             | «How Does It Feel to Be Forgotten» (live from Vevo)                | 2:27     |  |
| 20.                                             | «Call Me When You Break Up» (with Gracie Abrams; acoustic version) | 2:50     |  |
| 21.                                             | «Cowboy» (GloRilla remix)                                          | 2:43     |  |
| 22.                                             | «Guess You Could Say I'm in Love»                                  | 3:13     |  |
| 57:29                                           |                                                                    |          |  |

| I Said I Love You First - Stained track listing |           |             |          |  |
| N.º                                             | Título    | Producer(s) | Duración |  |
| 15.                                             | «Stained» | Blanco      | 3:29     |  |
| 38:07                                           |           |             |          |  |

| I Said I Love You First - Talk track listing |        |                                    |          |  |
| N.º                                          | Título | Producer(s)                        | Duración |  |
| 15.                                          | «Talk» | Ian Kirkpatrick · Blanco · Schoude | 2:14     |  |
| 36:52                                        |        |                                    |          |  |

| I Said I Love You First - Seven Heavens Version track listing |                                                 |             |          |  |
| N.º                                                           | Título                                          | Producer(s) | Duración |  |
| 15.                                                           | «That's When I'll Care» (Seven Heavens version) | TBA         | 3:30     |  |

| I Said I Love You First – Call Me When You Break Up Special Edition track listing |                                                |             |          |  |
| N.º                                                                               | Título                                         | Producer(s) | Duración |  |
| 15.                                                                               | «Call Me When You Break Up» (acoustic version) |             |          |  |
| 16.                                                                               | «Call Me When You Break Up» (extended version) |             |          |  |

Notas
- «Stained», «Talk», «That's When I'll Care» y las versiones en directo de Vevo de «Scared of Loving You» y «How Does It Feel to Be Forgotten» estuvieron disponibles en ediciones digitales exclusivas con sus nombres durante la semana del lanzamiento original, excepto «That's When I'll Care», que apareció en la «Seven Heavens Version». También se publicó una edición ralentizada y revertida, una edición instrumental y una edición con notas de voz narradas, que incluía notas de voz colocadas antes de cada pista de la edición estándar y detallaban su creación.
- Se publicó una edición especial exclusiva para tiendas digitales del álbum, «Call Me When You Break Up Special Edition», que incluía las versiones acústica y extendida de «Call Me When You Break Up», ambas con la participación de Gracie Abrams.
- La versión acústica de «Call Me When You Break Up» y «Stained» se lanzaron en una edición digital bonus mundial titulada «I Said I Love You First...» la semana siguiente al lanzamiento. Los vídeos musicales de «Call Me When You Break Up», «Sunset Blvd» y «Younger and Hotter Than Me» aparecen en la edición de Apple Music; la edición «And You Said It Back» incluye además el vídeo musical de «Talk».
- «Call Me When You Break Up» no incluye a Gracie Abrams en las ediciones físicas.[190]
- «Ojos Tristes» contiene una interpolación de «El Muchacho de los Ojos Tristes», escrita por Ana Magdalena y Manuel Alejandro, e interpretada por Jeanette.
- «Ojos Tristes» originalmente no acreditaba a The Marías en su lanzamiento digital, y tampoco las acredita en las ediciones físicas.
- «Cowboy» incluye un outro hablado sin acreditar de GloRilla.
- «Bluest Flame» contiene una interpolación sin acreditar de «Pink Diamond», escrita por Charlotte Aitchison, Alexander Guy Cook y Dijon Duenas, e interpretada por Charli XCX
- «Guess You Could Say I'm in Love» incluye una colaboración no acreditada con la banda Cigarettes After Sex.